# John Lowry Dobson
John Lowry Dobson (Pequim, 14 de setembro de 1915 — Burbank, 15 de janeiro de 2014) foi um astrônomo amador conhecido pela invenção do telescópio dobsoniano, um telescópio refletor newtoniano de baixo custo para astronomia amadora.

## Biografia
Nasceu em Pequim, China. Seu avô materno foi um dos fundadores da Universidade de Pequim, sua mãe era musicista e seu pai lecionava Zoologia na Universidade. Em 1927, sua família mudou-se para São Francisco, Califórnia. Seu pai aceitou a vaga de professor na Lowell High School onde lecionou até os anos 50.
Desde a adolescência, Dobson era declaradamente ateu. Com o tempo, apresentou um interesse crescente pelo universo e seu funcionamento. Tornou-se mestre em Química, em 1943, trabalhando no laboratório de ErnestLawrence. Em 1944, participou assistiu a uma palestra dada por um swami Vedanta. Dobson disse que o swami "revelou um mundo que nunca tinha visto". Nesse mesmo ano, Dobson entrou para o monastério da Sociedade Vedanta na cidade de São Francisco, tornando um monge da Ordem de Ramakrishna, onde viveu por 23 anos. Por ter feito voto de pobreza, ele não podia comprar um telescópio para suas observações. Assim, começou a montagem de aparelhos de observação utilizando os mais simples materiais: fundos de garrafa, espelhos, tubos de papelão e até mesmo caixas de madeira compensada para apoiar os telescópios. Foi dada a permissão para que os telescópios fossem utilizados em observações do lado de fora e que vizinhos pudessem participar das mesmas.
Com isso, Dobson passou a receber e responder a correspondências sobre atividades astronômicas amadoras. Isto lhe rendeu desaprovações da Ordem, de modo que suas cartas tinham de ter a informação camuflada. Em muitas cartas os telescópios eram referidos como gerânios e telescópios cujo espelho foi aluminizado eram denominados gerânio em flor. Por fim, teve que decidir se continuava na Ordem ou queria construir telescópios e assim, em 1967, saiu do monastério. Naquele mesmo ano, tornou-se co-fundador da San Francisco Astronomers Sidewalk (Astrônomos de calçada de São Francisco).

### Homenagens
O asteróide 18024, descoberto em 20 de maio de 1999 recebeu seu nome.
Em 2004, o Instituto Crater Lake agraciou John Dobson com o seu Prêmio Anual de Excelência em Serviço ao Público pelo pioneirismo de levar a astronomia das calçadas para parques e florestas nacionais.
Em 2005, a revista do Instituto Smithsoniano citou John Dobson como uma das 35 pessoas que fizeram a diferença no mundo durante as suas vidas.

## Astronomia amadora
A criação do San Francisco Astronomers Sidewalk foi realizada em conjunto com Bruce Sams e Jeffery Roloff e tinha como meta a popularização da Astronomia em observações públicas utilizando telescópios colocados em calçadas da cidade, de modo que quaisquer transeuntes pudessem observar. Apesar de já existir o grupo de astrônomos amadores de São Francisco, a criação do Astronomers Sidewalk ocorreu porque Bruce construiu um telescópio na época, mas por ter 12 anos sua adesão não foi permitida ao único clube local. De forma diferente aos outros clubes de Astronomia amadora da época, havia também aulas sobre como construir seu próprio telescópio. Em 1969, a Astronomers Sidewalk foi convidada para a reunião da Riverside Telescope Makers. Foi levado um telescópio dobsoniano de 24 polegadas (610 mm), pouco convencional comparado aos telescópios levados nestas reuniões, que tendiam a ser menores, em montagens equatoriais e construídos para astrofotografias em vez de visualização. Surpreendentemente, o telescópio dobsoniano foi agraciado com o primeiro lugar para óptica e o segundo lugar para a mecânica, mesmo com montagem relativamente simples. Assim a Astronomers Sidewalk tornou-se uma organização de destaque, reconhecida pela sua inovação da observação realizada em calçadas e pelas aulas sobre construção de telescópios utilizando materiais simples.

### Telescópio dobsoniano
Ver artigo principal: Telescópio dobsoniano
John Dobson foi mais conhecido pelo seu trabalho como criador e promotor de um projeto de telescópio refletor grande, portátil, de baixo custo e fácil de montar. O projeto é bem simples, trata-se de um telescópio newtoniano de montagem altazimutal que emprega materiais simples como madeira compensada, fórmica, flanges e tubos de PVC, tubos de papelão e vidro comum. Este tipo de telescópio ficou conhecido como dobsoniano e que, por sua simplicidade de construção e utilização, tornou-se um projeto muito popular entre astrônomos amadores.

## As críticas ao Big Bang
Dobson defendia o modelo do Estado Estacionário "reciclado". Ele citava a interconvertibilidade de energia e matéria da relatividade especial, o princípio da incerteza de Heisenberg e o princípio da exclusão de Pauli como como bases de seu modelo. Ele dizia que os cosmologistas, em geral, inventavam novos e difíceis conceitos físicos para validar o Big Bang, dentre eles, a matéria e a energia escura. Ao comentar sobre a origem da vida, Dobson fez a seguinte afirmação: "Para uma cosmologia baseada no Big Bang, em que o Universo era extremamente quente, a discussão sobre origem da vida é um caso apropriado, já que a vida não poderia estar conosco desde o início. Mas, no estado estacionário, em que o Universo é sem começo, talvez a própria vida seja sem começo.". Dobson também apontava para o paradoxo de Pasteur-Darwin: "Pasteur pensou que havia mostrado que a vida não surge da não vida, mas apenas de uma vida anterior. Darwin tomou outro ponto de vista, ou seja, que poderia ter surgido de 'alguma piscina quente'". Apesar de ser admirado como astrônomo amador, as teorias cosmológicas de Dobson são consideradas sem fundamento científico válido.

## Na mídia
Dobson foi um dos apresentados em "Universe: The Cosmology Quest", um documentário que defendia pontos de vista heterodoxos sobre Cosmologia. Sua vida e suas teorias também foram apresentadas no documentário "A sidewalk astronomer". Ele também esteve na série "The Astronomers" transmitida pela PBS (Public Broadcasting Service) e apareceu duas vezes no "The Tonight Show".

## No Brasil
Em 3 de novembro de 1994, esteve na cidade de Lages, Santa Catarina para a observação de um eclipse total do Sol.